# El Piñonal
El Piñonal är en ort i Mexiko.   Den ligger i kommunen Jamapa och delstaten Veracruz, i den sydöstra delen av landet, 300 km öster om huvudstaden Mexico City. El Piñonal ligger 34 meter över havet och antalet invånare är 384.
Terrängen runt El Piñonal är platt, och sluttar österut. Runt El Piñonal är det ganska glesbefolkat, med 39 invånare per kvadratkilometer. Närmaste större samhälle är Las Amapolas, 18,3 km nordost om El Piñonal. Omgivningarna runt El Piñonal är en mosaik av jordbruksmark och naturlig växtlighet.